# Discount Bank

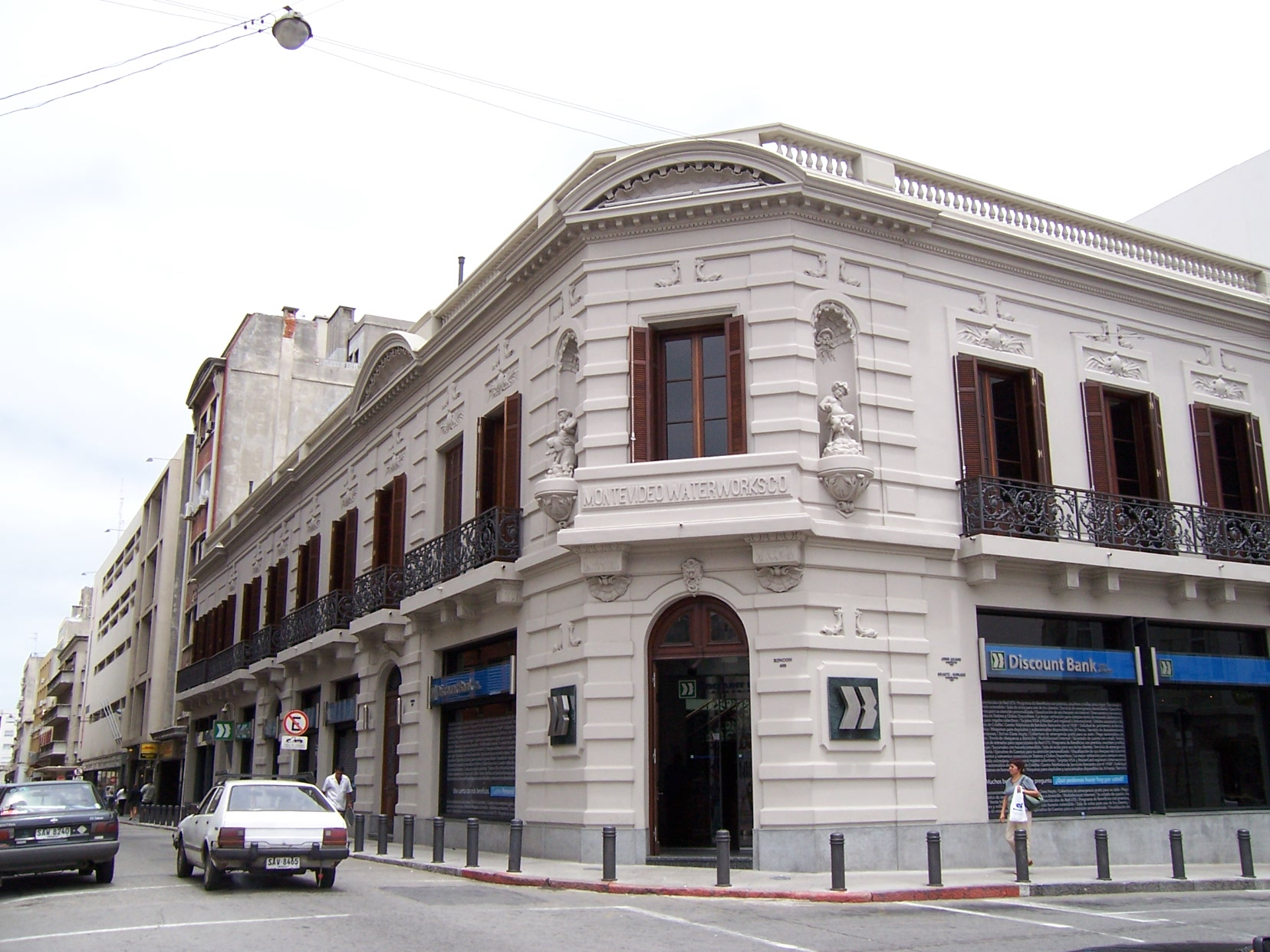
Discount Bank

Die Discount Bank, auch als Edificio Montevideo Waterwork's & Co bezeichnet, ist ein Bauwerk in der uruguayischen Landeshauptstadt Montevideo.
Das um 1857 errichtete Gebäude befindet sich in der Ciudad Vieja an der Calle Rincón, Ecke Zabala. Angaben über den Architekten des ursprünglich als Geschäfts- und Wohnhaus für die Compañía de Aguas Corrientes, Montevideo Waterworks Company konzipierten Bauwerks sind nicht vorhanden. Mittlerweile beherbergt es den Sitz der Discount Bank. Am zwölf Meter hohen, zweistöckigen, über eine Grundfläche von 1258 m² verfügenden Gebäude wurden um 1900 bauliche Eingriffe unter Leitung des Architekten John Adams vorgenommen. In den Jahren 2000 bis 2001 fanden Instandsetzungs- und Restaurierungsarbeiten unter der Regie der Architekten A. Graetz und R. Moraes statt.
Seit 2000, nach anderen Quellen bereits seit 1974, ist das Gebäude als Monumento Histórico Nacional klassifiziert.